# Перемога у Великій Вітчизняній Війні 1941 — 1945 років (монета)
«Перемо́га у Вели́кій Вітчизня́ній Війні́ 1941—1945 рокíв» — ювілейна монета номіналом 200 000 карбованців, випущена Національним банком України. Присвячена 50-річчю перемоги у Німецько-радянській війні. Перша пам'ятна монета України[джерело?]. 
Монету було введено в обіг 7 травня 1995 року. Вона належить до серії «Друга світова війна».

## Опис та характеристики монети
| Номінал карб. | Метал    | Маса, грам | Діаметр, мм. | Якість виготовлення | Гурт     | Тираж, штук |
| ------------- | -------- | ---------- | ------------ | ------------------- | -------- | ----------- |
| 200 000       | мельхіор | 14,35      | 33,0         | пруф-лайк           | рифлений | 250 000     |

### Аверс
На аверсі монети в центрі кола, утвореного намистовим узором, знаходиться зображення малого Державного Герба України в обрамленні з двох боків гілками калини. Над гербом розміщена дата 1995 — рік карбування монети, під гербом — у два рядки по колу напис «200000 КАРБОВАНЦІВ», який позначає номінальну вартість монети (число 200000 розміщено в розриві намистового узору). Між зовнішнім кантом і намистовим узором вгорі по колу напис «НАЦІОНАЛЬНИЙ БАНК УКРАЇНИ», відокремлений з двох боків від слова «КАРБОВАНЦІВ» розділовими позначками у вигляді ромбів.

### Реверс

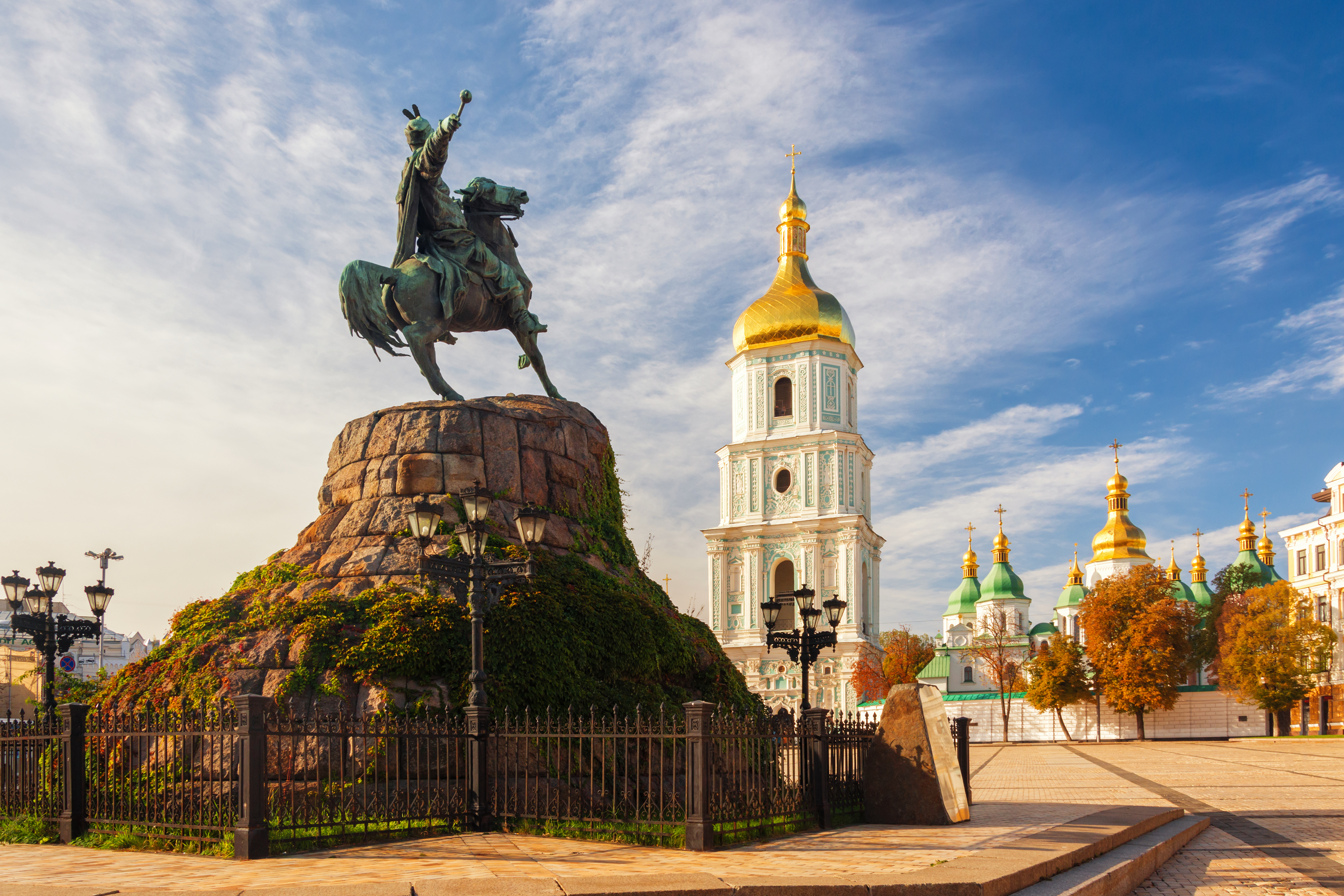
Вид з Софіївської площі

На реверсі монети в центрі розміщено зображення ансамблю Софіївського майдану в Києві — Собор Святої Софії Київської та пам'ятник Богдану Хмельницькому. На передньому плані праворуч на фоні Собору — постать молодої жінки з квітами в українському національному вбранні — символ молодої незалежної України, яка схиляє голову перед вічним вогнем народної пам'яті за полеглими. По колу у верхній частині монети напис «ПЕРЕМОГА У ВЕЛИКІЙ ВІТЧИЗНЯНІЙ ВІЙНІ». Внизу під горизонтальною лінією напис «1941 — 1945».

## Автори
- Художник — Олександр Івахненко.
- Скульптори: Олександр Хазов (аверс), Вячеслав Харламов (реверс).

## Вартість монети
Під час введення монети в обіг 1995 року, Національний банк України розповсюджував монету за її номінальною вартістю — 200000 карбованців.
Фактична приблизна вартість монети, з роками змінювалася так:
| Рік        | 2005 | 2006 | 2007 | 2008 | 2009 | 2010 | 2011 | 2012 | 2013 | 2014 | 2015 | 2016 | 2017 | 2018 | 2019 | 2020 | 2021 | 2022 | 2023 | 2024 | 2025 |
| ---------- | ---- | ---- | ---- | ---- | ---- | ---- | ---- | ---- | ---- | ---- | ---- | ---- | ---- | ---- | ---- | ---- | ---- | ---- | ---- | ---- | ---- |
| Ціна, грн. | 5    | 5    | 8    | 10   | 12   | 12   | 15   | 15   | 20   | 25   | 35   | 45   | 45   | 55   | 55   | 55   | 85   | 95   | 180  | 250  | 220  |